# La Cooperativa (el Masnou)
La Cooperativa és un edifici del municipi del Masnou (Maresme) inclòs en l'Inventari del Patrimoni Arquitectònic de Catalunya.

## Descripció
Casa de planta rectangular enretirada del pla de carrer que ocupa una cantonada entre dos carrers. Les façanes de llevant i de ponent no tenen mitgeres, només la façana posterior s'adossa a un altre edifici. El conjunt està format per una planta baixa, un semi soterrani degut al desnivell del carrer, i un pis, que a la part davantera és un terrat.
La façana principal, orientada a migdia, es genera a partir d'una composició simètrica definida per dues columnes que emmarquen la porta d'entrada, sobre la qual hi ha un arquitrau i un gran frontó semicircular. Destaquen els esgrafiats del frontó amb garlandes florals i la data de 1922. Les finestres del mur lateral dret, alineada al pla del carrer del Torrent Umbert, li confereixen un aspecte de nau industrial.